# 阿菲利加 (印地安納州)
阿菲利加（英語：Africa）是位於美國印地安納州斯潘塞縣的一個非建制地區。

## 地理
阿菲利加海拔高度為384英呎。而該地所採用的時區為UTC-6，即北美中部時區（CST）。同時該地設有夏令時間，為UTC-6調快一小時，即UTC-5（CDT）。